# Déclaration de Saint-Ouen

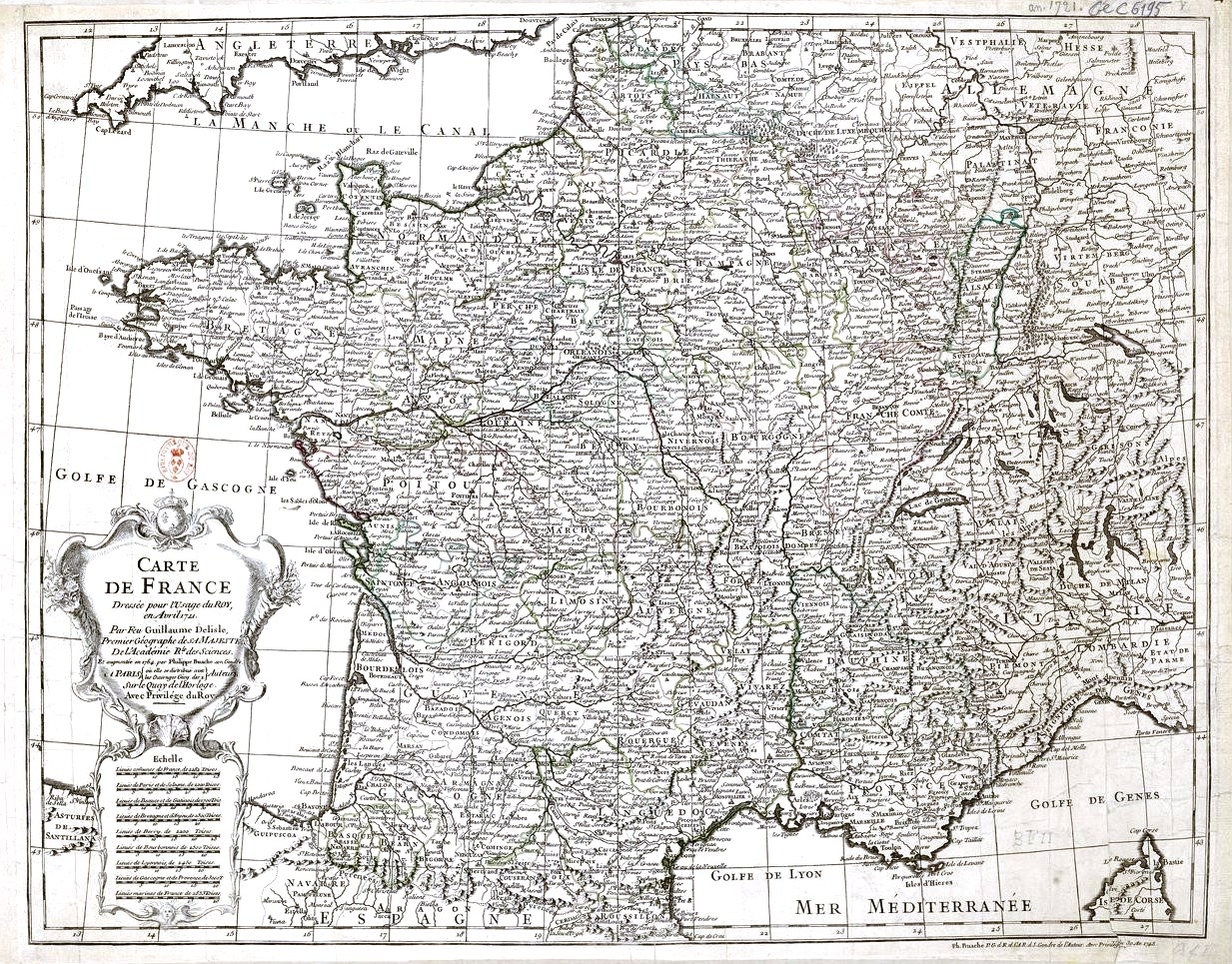
Carte géographique de l'ancienne France.

La Déclaration de Saint-Ouen est une déclaration faite par le roi Louis XVIII, le 2 mai 1814, qui a ouvert la voie à la Restauration.

## Contexte
En 1814, l'empire napoléonien est sur le point de s'écrouler. On pense alors qu'une monarchie constitutionnelle, avec pour Roi le frère du feu Louis XVI, en l'occurrence le comte de Provence, serait le meilleur régime que la France puisse avoir. Une République parait inenvisageable tant la population est encore marquée par la période de la Terreur, assimilée à la République (notamment à Robespierre) mais aussi par la désorganisation et le nombre peu important de républicains de conviction à la fin de l'Empire. Louis XVIII se fait alors proposer une constitution par le Sénat de l'empire, qu'il s'empresse de commenter dans ce discours qui marquera l'idéologie des royalistes constitutionnels pendant toute la période de la Restauration.

## Les conséquences de cette déclaration
Louis XVIII, dans ce discours, écarte toute idée de retour à l'Ancien Régime, ce qui rassure l'opinion mais il n'accepte pas pour autant la constitution car il considère qu'une constitution est la volonté du peuple or il estime qu'il est roi par la seule providence de Dieu comme il l'exprime au début de son discours. Dans cette idée, il rejoint la ligne des ultra-royalistes qui considèrent que le Roi n'a de comptes à rendre à personne sur l'origine de sa souveraineté.
Louis XVIII entend néanmoins accepter les bases de la constitution sénatoriale et le texte juridique sera finalement une charte au lieu d'une constitution, symbole d'une pensée encore majoritaire à l'époque chez les royalistes, à savoir que le roi tient son pouvoir de Dieu. La charte est en fait un compromis entre Révolution et Royauté, ce qui poussera les libéraux à demander plus de libertés et de se rapprocher, petit à petit, de tous les acquis révolutionnaires et les ultras à demander le retour à l'Ancien Régime.